# NGC 3893
NGC 3893 је спирална галаксија у сазвежђу Велики медвед која се налази на NGC листи објеката дубоког неба.
Деклинација објекта је + 48° 42' 41" а ректасцензија 11h 48m 38,2s. Привидна величина (магнитуда) објекта NGC 3893 износи 10,2 а фотографска магнитуда 10,9. Налази се на удаљености од 18,387 милиона парсека од Сунца. NGC 3893 је још познат и под ознакама UGC 6778, MCG 8-22-7, CGCG 243-8, KCPG 302A, PGC 36875.